# Cañón de Palo Duro
El cañón de Palo Duro, bautizado por los españoles como la "Gran Barranca", es un sistema de cañones del escarpe de Caprock en el Mango de Texas en Estados Unidos.
Es el segundo cañón por tamaño de los Estados Unidos, con aproximadamente 193 km de largo y 10 km de ancho. Su profundidad es de unos 250 metros, que pueden llegar a los 304 en algunos sitios. El cañón de Palo Duro ha sido denominado el "Gran Cañón de Texas", tanto por su tamaño como por su dramática topografía, que incluye capas de rocas de múltiples colores y mesas similares a las del Gran Cañón.
El cañón se formó por el río Prairie Dog Town Fork Red, que inicialmente corría a nivel con el Llano Estacado del oeste de Texas, pero que posteriormente cambió de rumbo, recorriendo el escarpe de Caprock. La erosión del agua durante millones de años le dio forma a las formaciones geológicas del cañón.

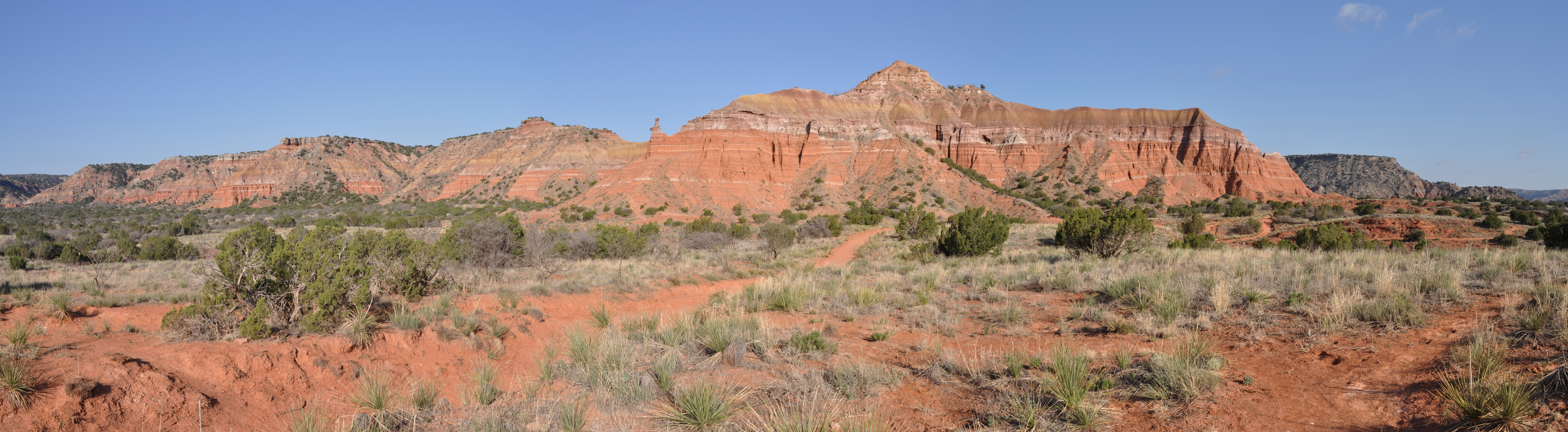
Panorama del cañón